# Os Golpes
Os Golpes foi uma banda portuguesa, ativa entre 2005 e 2011.
Editados pela Amor Fúria, consistiam num projeto musical cuja sonoridade se situa entre o rock e a música tradicional portuguesa. Tiveram um êxito com o single "Vá Lá, Senhora" (2010), que conta com a participação de Rui Pregal da Cunha.

## Formação
- Manuel Fúria dos Golpes - voz, letras e guitarra;
- Pedro da Rosa dos Golpes - guitarra e segundas vozes;
- Luís d'Os Golpes - baixo e coros;
- Nuno Moura dos Golpes - bateria e coros.[2]

## Discografia
- 2009 - Cruz Vermelha Sobre Fundo Branco (Amor Fúria, AF007);[3][4]
- 2010 - G, com Rui Pregal da Cunha como convidado especial (Amor Fúria) [5]
- 2011 - Os Golpes